# Erocha elaeina
Erocha elaeina är en fjärilsart som beskrevs av Hans Zerny 1916. Erocha elaeina ingår i släktet Erocha och familjen nattflyn. Inga underarter finns listade i Catalogue of Life.